# ویلهرینگ
ویلهرینگ (به آلمانی: Wilhering) یک منطقهٔ مسکونی در اتریش است که در ناحیه لینتس لند واقع شده‌است. ویلهرینگ ۳۰ کیلومتر مربع مساحت دارد ۲۷۰ متر بالاتر از سطح دریا واقع شده‌است.

## خواهرخوانده
شهر بوگن خواهرخواندهٔ ویلهرینگ هست.